# 天主教巴西軍中教長區
天主教巴西軍中教長教區（拉丁語：Ordinariate Militaris Ad Brasilli）是巴西一個天主教的軍中教長區，直屬聖座，負責牧養信奉天主教的巴西軍人及其家眷。
教長區座堂位於首都巴西利亞，2004年，有58個堂區、123名司鐸。現任教長費南多·若瑟·蒙泰魯·吉馬良斯總主教。
1950年11月6日成立軍中代牧區，1986年7月21日被升為教長區。